# جارمانپریت سینگ
جارمانپریت سینگ (انگلیسی: Jarmanpreet Singh؛ زادهٔ ۱۸ ژوئیهٔ ۱۹۹۶) بازیکن هاکی روی چمن اهل هند است.